# Ténéré

Amplasarea Deşertului Ténéré, în Niger, între Munții Aïr și Munții Tibesti.

Deșertul Ténéré ocupă o suprafață de 400.000 km² și se întinde între Munții Aïr la vest, în republica vest-africană Niger, și Munții Tibesti pe teritoriul statului Ciad. Dunele de nisip din sud par nesfâșite, pe când nordul este o zonă de șes, acoperită cu pietriș și cu nisip fin.
Deșertul Ténéré este partea central-sudică a Saharei și totodată unul dintre cele mai fierbinți locuri de pe glob. Temperaturile de peste +40 °C la soare din timpul zilei, care se mențin tot timpul anului, sunt greu de suportat, iar precipitațiile reduse, care nu depășesc 50mm pe an, fac ca numeroase ueduri (văi secate care traversează deșertul, prin care se scurg apele ploilor torențiale sau râurilor nepermanente) să nu se umple aproape niciodată cu apă. Singura șansă de supraviețuire este oferită de puțurile destul de numeroase, folosite în prezent de tuaregii nomazi mai rar decât în trecut. Nomazii din Sahara centrală numesc imensul deșert Ténéré "Ținutul Fricii".
Numai în extremitatea de nord-est a deșertului, în zona Podișului Djado și a Podișului Manguéni, privind în direcția Munților Tibesti pot fi observate formațiuni stâncoase izolate cu altitudini de până la 1000 m.

## Istorie
Cu milioane de ani în urmă, Deșertul Ténéré a fost un eden înfloritor. În urmă cu aproximativ 100.000.000 de ani, aici trăiau uriași dinozauri erbivori. Giganții, care cântăreau câteva tone, consumau cantități imense de hrană. Deșertul Ténéré trebuie să fi fost pe atunci un ținut fertil și plin de verdeață. Oamenii de știință care efectuează aici cercetări descoperă neîncetat fosilede trilobați (crustacee primitive), melci, pești țestoase.

## Clima
Clima este temperat aridă. Cantitatea medie multi anuală de precipitatii este aproximativ 22 mm. Temperaturile pot urca până la + 80 °C la soare, media fiind de aproximativ +50 °C.